# Balanus aquila
Balanus aquila là một loài động vật chân tơ trong họ Balanidae. Nó được tìm thấy phía ngoài bờ biển California từ San Francisco đến San Diego phân bố từ phần dưới của đới giữa xuống đến độ sâu 18 m. Nó là loài bị các loài khác săn như cá, sao biển, và các loài ốc ăn thịt.